# 宮本敏子
宮本 敏子（みやもと としこ、1954年（昭和29年）1月4日 - ）は、日本の体操選手。

## 経歴・人物
日本大学出身。1972年ミュンヘンオリンピックに出場した。